# Phorocardius minutus
Phorocardius minutus (лат.) — вид жуков-щелкунов из подсемейства Cardiophorinae (Elateridae).

## Распространение
Юго-Восточная Азия: Китай.

## Описание
Длина тела 5-7 мм. Голова коричневая, ротовой аппарат от красно-коричневого до бледно-коричневого. Усики бледно-коричневые. Переднеспинка коричневая, с тёмно-коричневым задним краем. Скутеллярный диск коричневый. Надкрылья жёлтые, с швом и боковыми краями у эпиплевр коричневые. Вентральные поверхности коричневые, включая гипомеры. Эпиплевра коричневая. Ноги от светло-коричневого до коричневого. Тело в жёлтом опушении. Переднегрудь: прококсальные полости открыты; простернальный отросток постепенно сужается сзади к вентральной вершине при виде снизу, с узко закругленной вершиной. Птероторакс: щитик с узко закругленной задней вершиной. Коготок предплюсны с брюшной вершиной меньше дорсальной. Гениталии самца: парамер с заостренной вершиной и загнутой вбок и вниз, без преапикального латерального расширения или апикального мезального каллуса. Самка неизвестна.
Переднеспинка с боковым килем, не доходящим до переднего края, скрытым при виде сверху выступающим краем дорсальной части переднеспинки (= субмаргинальная линия); прококсальные полости открытые.